# Bubbawonarra Pool
Der Bubbawonarra Pool ist ein See im Westen des australischen Bundesstaates Western Australia. 
Der See liegt am Mittellauf des Lyons River südlich von Minnie Creek. 